# アンヌ・ドートリッシュ
アンヌ・ドートリッシュ（Anne d'Autriche, 1601年9月22日 - 1666年1月20日）は、フランス王ルイ13世の王妃で、ルイ14世の母。父はスペイン王フェリペ3世、母は同族でオーストリア大公カール2世の娘（神聖ローマ皇帝フェルディナント2世の妹）マルガレーテ。フェリペ4世、枢機卿フェルナンドは弟、神聖ローマ皇帝フェルディナント3世の皇后マリア・アナは妹である。

## 概要
1615年にルイ13世と結婚したが、ルイ13世とは不仲で、実家のスペイン・ハプスブルク家との関係を巡って宰相のリシュリュー枢機卿と対立した。長い間子に恵まれなかったが、1638年に王太子ルイ・ディユドネ（ルイ14世）を生む。1643年にルイ13世が崩御した後は4歳で即位したルイ14世の摂政となり、ジュール・マザラン枢機卿と共に政治を司った。マザランとは極秘結婚をしたと言われるほどに親密であった。
三十年戦争、フロンドの乱を戦い抜き、ルイ14世の王権樹立に多大なる貢献を果たし、1659年にフランス・スペイン戦争を終結してピレネー条約を結び、ルイ14世を自らの姪（フェリペ4世の王女）であるマリー・テレーズ・ドートリッシュと結婚させた。1661年、マザランの死後にルイ14世が親政を開始するとヴァル・ド・グラース寺院に隠棲、5年後の1666年に死去した。

## 生涯

### 生誕と結婚

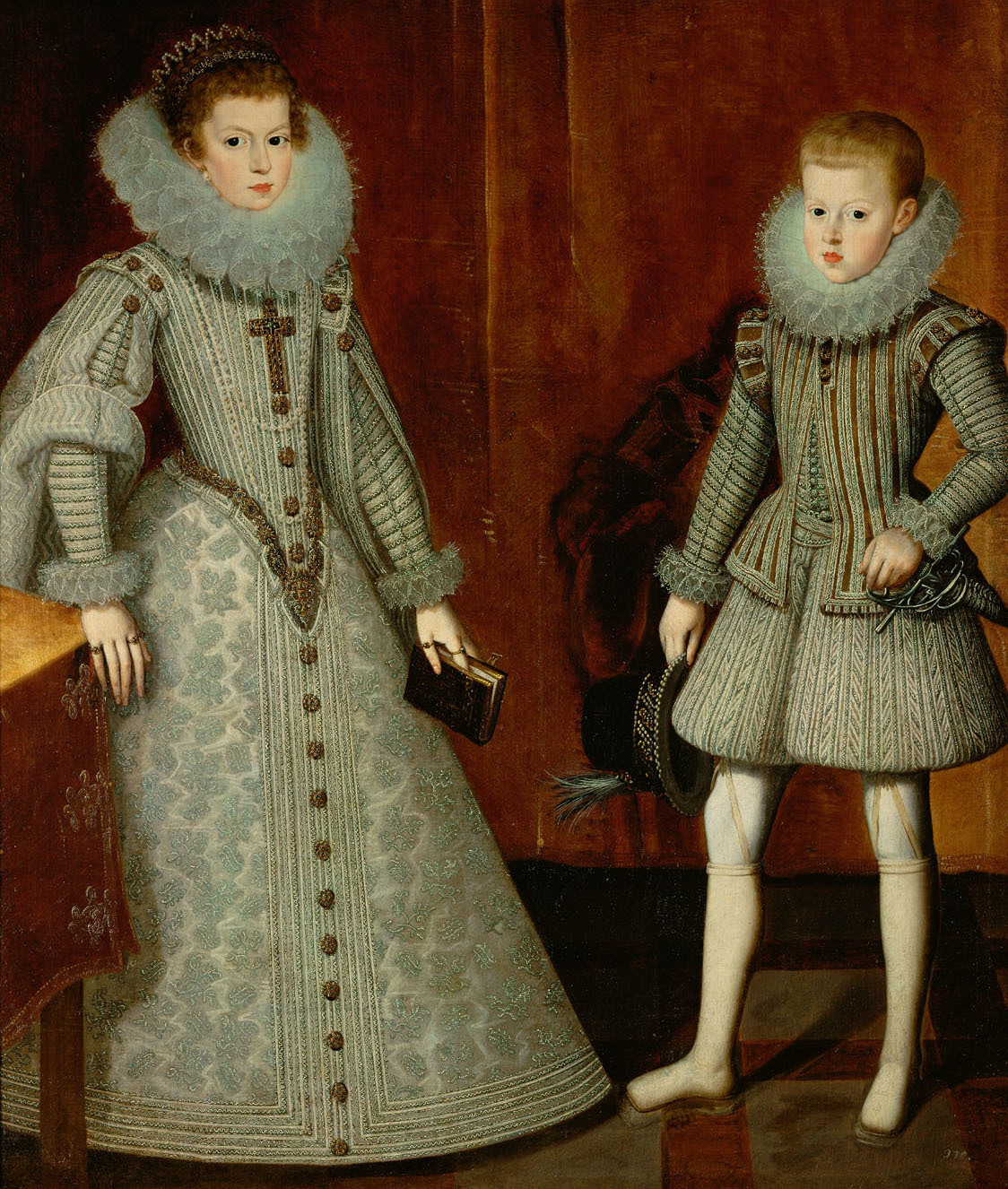
インファンタ・アナと王太子フェリペ姉弟。1612年、バルトロメ・ゴンザレス画

1601年、スペイン・ハプスブルク家のスペイン王フェリペ3世と、神聖ローマ皇帝フェルディナント2世の妹マルガレーテ（マルガリータ）王妃の王女として、スペイン中北部バリャドリッドのベナベンテ宮殿で生まれ、アナ・マリーア・マウリシア（Ana María Mauricia）の洗礼名を授かった。彼女はスペインとポルトガルのインファンタ及びオーストリア女大公、ブルゴーニュとネーデルラントのプリンセスの称号を有していた。
当時、スペインはフランスと敵対関係にあったが、1610年にフランス王アンリ4世が暗殺され、幼いルイ13世が即位して母后マリー・ド・メディシスが摂政になると、フランスはスペインとの融和を図った。1611年、アナが10歳の時にルイ13世との婚約が成立した。この結婚は、カトリック大国フランスとスペインとの同盟関係を強化する伝統に従った王族結婚であった。この伝統は、カトー・カンブレジ条約に基づいた1559年のスペイン王フェリペ2世とフランス王女エリザベート・ド・ヴァロワとの婚姻に遡る。
1615年11月24日にアナはブルゴスで、ルイ13世との代理結婚式（新郎の代理人との挙式）を行った。同じ日にルイ13世の妹エリザベートがボルドーでアナの弟の王太子フェリペと代理結婚式を挙げている。フランスとスペインの2人の王女は、両国を分かつビダソア川のフェザント島（フランスのアンダイエとスペインのフエンテラビアとの間）で交換された。
11月28日、ルイ13世とアンはボルドーで改めて正式の結婚式を挙げた。

### フランス王妃

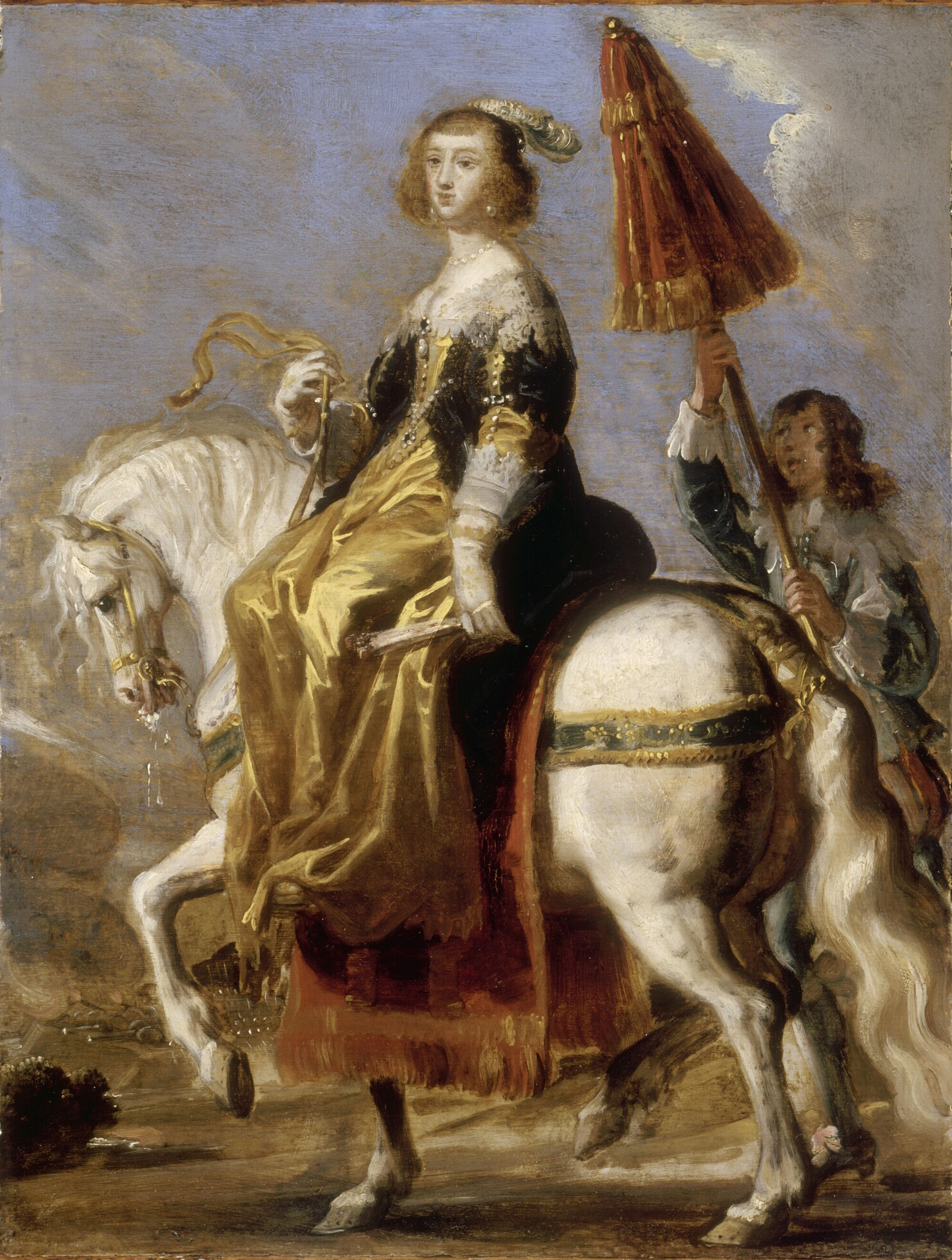
若い頃のアンヌは快活で魅力的な女性だった。また馬術に長け、これは彼女の息子ルイ14世にも受け継がれている。

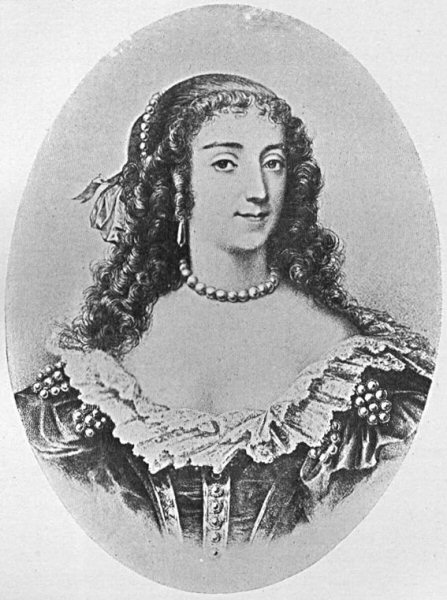
シュヴルーズ公爵夫人。王妃アンヌの親友で様々な宮廷陰謀に関わった。

14歳のカップルは、将来の婚姻破棄の可能性をなくすために結婚の完遂を余儀なくされた（性的関係がないと婚姻無効を申し立てられ、外交問題になる危険があった）。公的には初夜は成就したと発表されたが、実際には失敗に終わり、その後数年間成就しなかったと見られている。

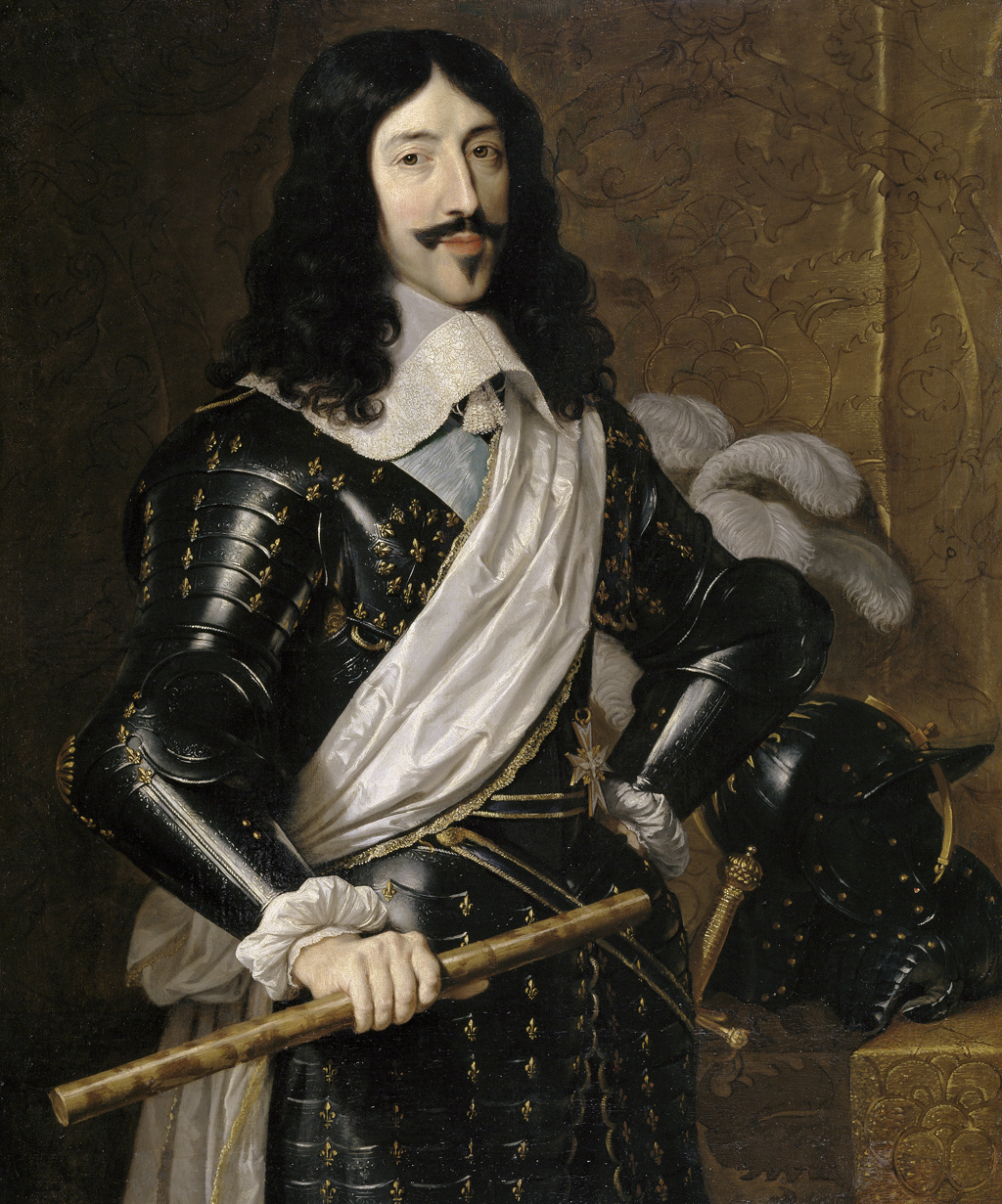
ルイ13世

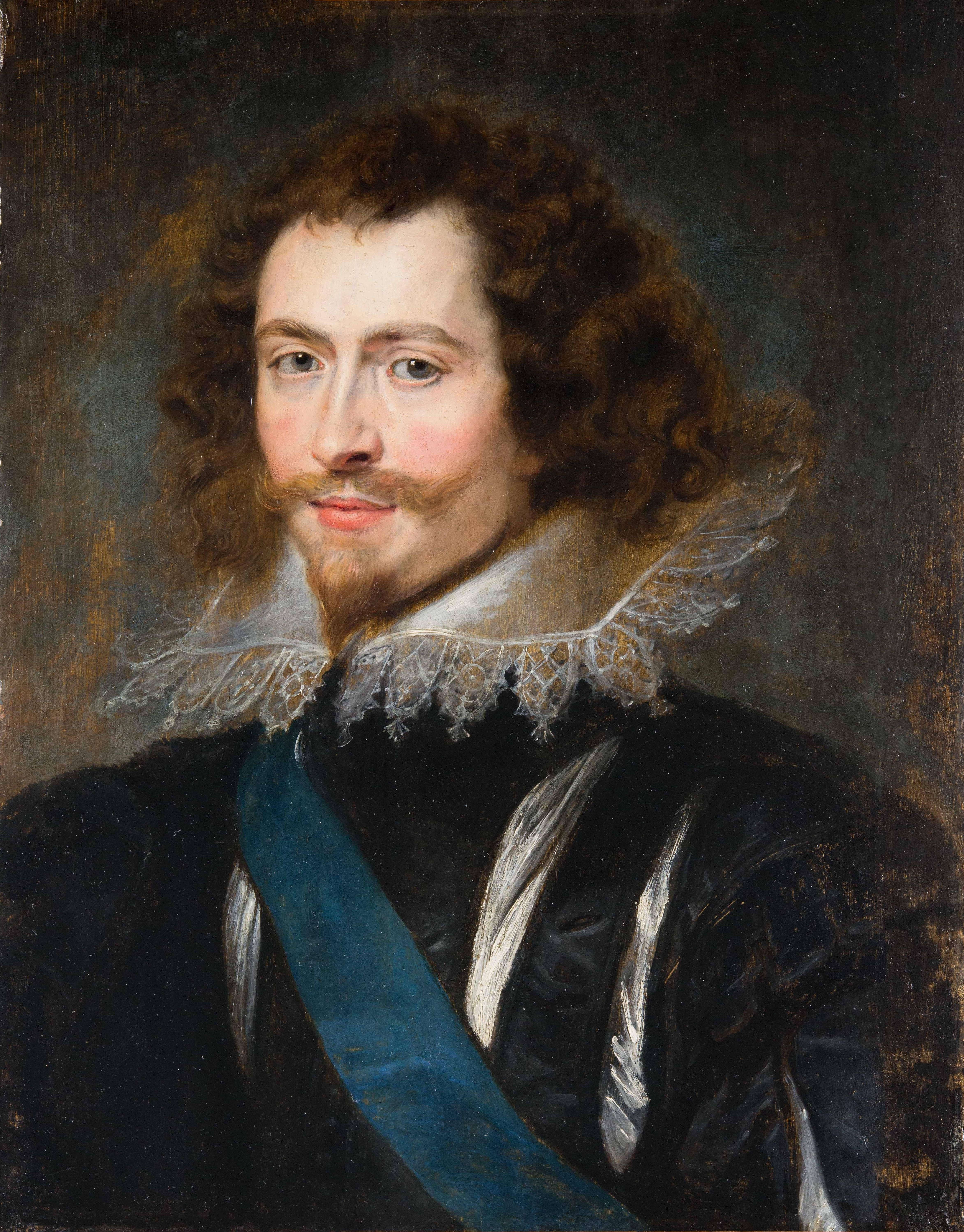
王妃アンヌとの恋愛関係があったとされるバッキンガム公ジョージ・ヴィリアーズ

アンヌはルーヴル宮へスペイン人の女官や司祭とともに移ったが、ルイ13世の母后マリー・ド・メディシスから無視された。宮廷の実権を握る母后は自分の嫁に敬意を払わず、意気地のない若い国王は王妃に全く関心を示さなかった。スペイン人である王妃はフランス文化に慣れず、彼女はスペインの礼儀に従って生活を続け、フランス語はぎこちないままだった。だが、人々は彼女の美しさには感嘆していた。彼女は栗色の髪、色白の肌、青い目そして並ぶ者なしと称された白い美しい手で名高かかった。この自慢の手を守るために、彼女は美しいブレスレットで飾った典雅な手袋を着用していた。
1617年、ルイ13世はシャルル・ダルベール・ド・リュイヌと共に、母后の影響力を排除すべく宮廷クーデターを謀り、4月26日に母后の寵臣コンチーノ・コンチーニを暗殺し、母后を幽閉する。権力を握り公爵となったリュイヌは、ルイ13世と王妃の仲を改善しようと試みた。彼はスペイン人の女官を追い出し、妻マリー・ド・ロアンを始めとするフランス人に替えさせた。リュイヌ公爵夫人は王妃に強い影響を与え、やがて無二の友人となる。リュイヌは国王夫妻の親交を深めるための宮廷催しを開いた。アンヌはフランス風のドレスを着始め、リュイヌは王妃とベッドを共にするよう国王に勧めた。何らかの発展があり、アンヌが病床に伏した時には国王はひどく取り乱すほどになった。
だが、1619年、1621年と王妃が続けて流産をして国王が失望すると、再び関係は冷却化してしまった。1622年3月14日、女官たちと遊んでいたアンヌが階段から落ちて3度目の流産をすると、ルイ13世は王妃を非難し、そのような不始末をしでかしたリュイヌ公爵夫人に激怒、夫人を宮廷から追放してしまい、夫のリュイヌは1621年12月に既に死去していた。その後、ルイ13世はプロテスタントとの内戦に集中するようになり、一方の王妃は分かち難い友人となっていた未亡人リュイヌ公爵夫人とシュヴルーズ公クロードとの再婚を擁護した。シュヴルーズ公爵夫人は後に、宮廷陰謀の中心人物となる。
ルイ13世はリシュリュー枢機卿を重用するようになり、リシュリューの外交政策の基軸はフランスを両面から包囲するハプスブルク家との対抗であり、これは不可避的に王妃アンヌとの対立を引き起こした。アンヌは16年間も世継ぎをもうけることができないままであり、1624年にルイ13世はリシュリューを首席国務卿（宰相）に任命している。
この頃にイングランド王チャールズ1世の寵臣であるバッキンガム公ジョージ・ヴィリアーズとのかりそめの恋愛が起こったとされる。チャールズ1世とともにお忍びでフランスを訪ねたバッキンガム公は、リュクサンブール宮でのバレエを観劇し、そこに女神役で出演した王妃アンヌに一目惚れし、1625年に王妹でイングランド王妃のアンリエット・マリーをイングランドへ連れ帰るためにフランスを再び訪れたバッキンガム公と王妃アンヌが恋に落ちたというものである。王妃がバッキンガム公へ贈ったダイヤの胸飾りがリシュリューの手の者に盗まれたが、バッキンガム公が港湾を封鎖させ、代わりに精巧な模造品を王妃に送り返したという事件が、ラ・ロシュフコーの回想録に記述されている。バッキンガム公はラ・ロシェル包囲戦でリシュリュー枢機卿が率いるフランス軍と戦って惨敗を喫してしまい、1628年に敗戦を恨んだ水兵（陸軍中尉？）によって暗殺された。これらの話は大デュマの小説『三銃士』の題材になっている。
シュヴルーズ公爵夫人の影響によって、王妃はリシュリューと政治的に敵対するようになり、幾つかの陰謀に関与している。謀反に関する不明朗な噂が宮廷内に広まり、特に有名なものがシュヴルーズ公爵夫人の画策による1626年のシャレー伯の陰謀や後年の国王の寵臣サン＝マール侯（元々はリシュリュー自身が推挙した人物）の陰謀に王妃が関わっていたというものである。
1635年、フランスは三十年戦争に参戦してスペインに宣戦布告した。これにより、王妃の立場は危ういものになる。彼女の弟フェリペ4世との秘密裏の文通は、姉弟の情愛を越えたフランスの機密に関わるものになっていた。1637年8月、リシュリューがこの文通を発見し、王妃は審問にかけられて罪を認めさせられた。シュヴルーズ公爵夫人は亡命し、王妃は厳重な監視下に置かれた。

### 王太子の誕生

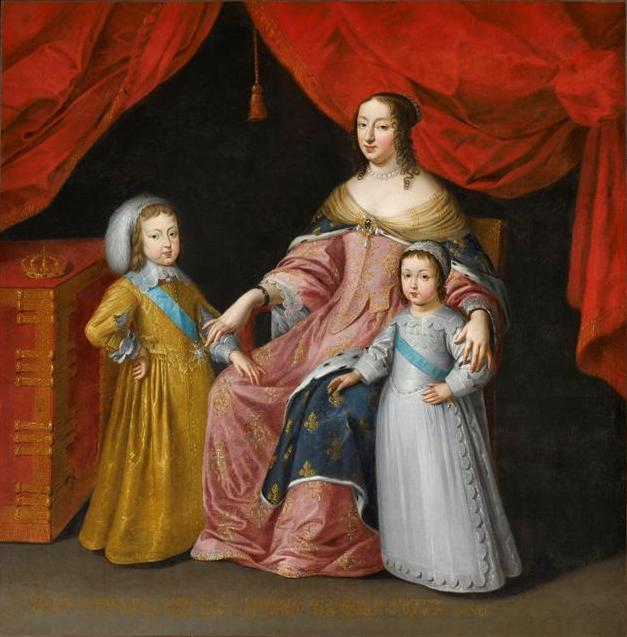
王妃アンヌと二人の王子（ドーファン・ルイ・ディユドネとフィリップ）

このような不仲にあったにもかかわらず、驚くべきことに王妃は再び妊娠した。ある夜、ルイ13世が嵐のため寵臣サン＝マール侯を訪ねることができなくなったため（または国王の女友達ルイーズ・ド・ラファイエット邸からの帰路に）やむなく立ち寄った王妃の館で一夜を過ごしたという話が広く知られている。1638年9月5日、ドーファン（王太子）ルイ・ディユドネが生まれ、ブルボン王家の血統が守られた。もっとも、長年不仲であったのに突然王妃が妊娠したことから、実はルイ13世の種ではないとの噂が流れている。
1640年に王妃は2人目の王子を生んだが、国王夫妻の信頼が回復することはなかった。サン＝ジェルマン＝アン＝レーで生まれたこのアンジュー公フィリップはオルレアン家の祖となる。
リシュリューの死からほどない1643年にルイ13世は崩御した。ルイ13世は自分の死後に王妃アンヌが摂政に就き、実権を握ることを防ごうして、摂政の権限を制限する遺言を残していた。

### 摂政

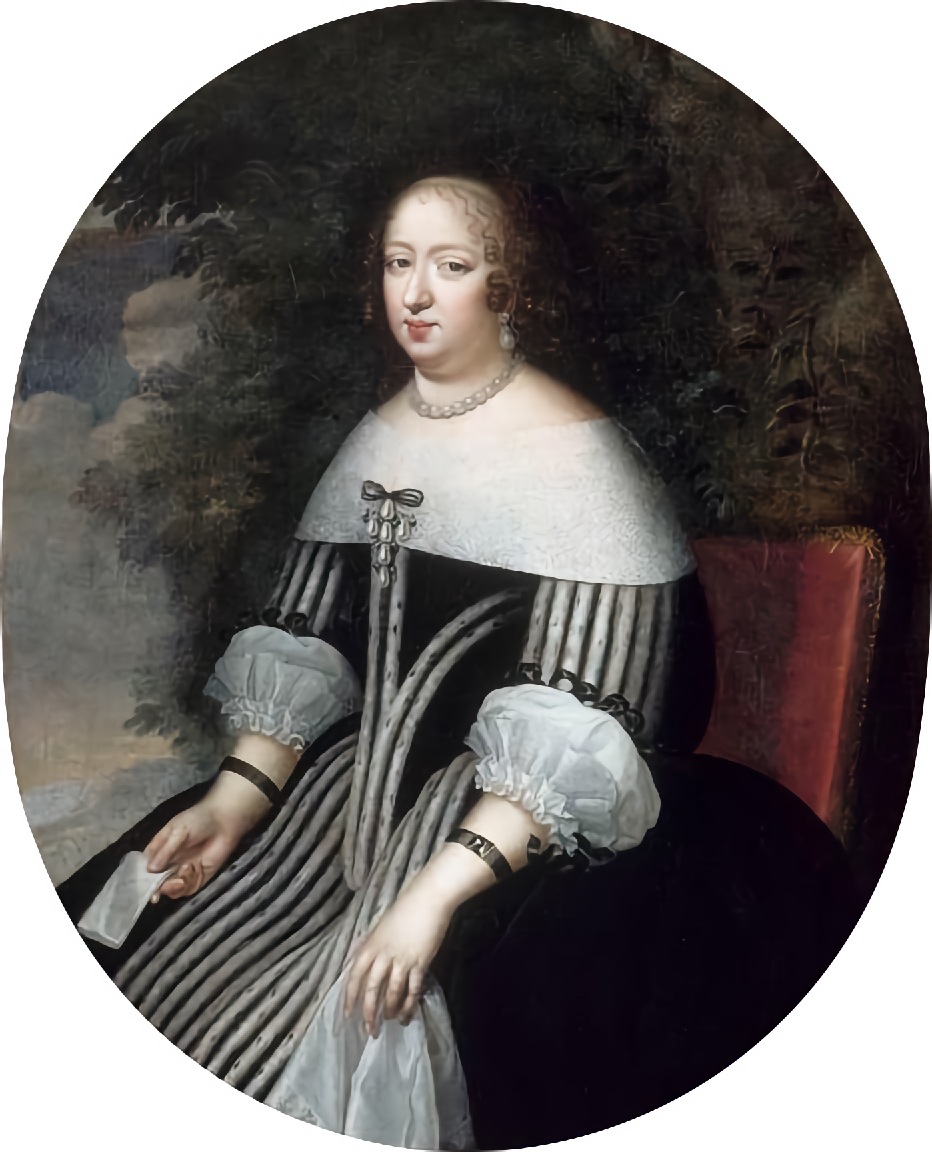
晩年のアンヌ

ルイ13世の崩御により、4歳の王太子がルイ14世として即位し、母后アンヌは摂政に指名された。彼女はピエール・セギエの助けを受けて、パリ高等法院に摂政の権限を制限する先王の遺言を廃棄させる。アンヌはリシュリューの腹心だったジュール・マザラン枢機卿を宰相となして政権を任せ、世間を驚かせた。
リシュリューは彼のルーヴル宮の北にある城館パレ・カルディナルを1636年に国王に寄進していたが、ルイ13世はこれを受け取ることはなかった。アンヌはルーヴル宮を出て、2人の子供とともにこの城館に住まった。このため、リシュリューが建てた城館はパレ・ロワイヤルと呼ばれるようになる。マザランもパレ・ロワイヤルに居を移している。程なく、マザランは王妃の愛人であるとか秘密結婚をしたとも噂された。
マザランはリシュリューの政策を引き継ぎ三十年戦争を継続し、摂政となったアンヌはリシュリューの時とは打って変わって実家のスペインと戦うマザランを支持し、懸命に支えている。

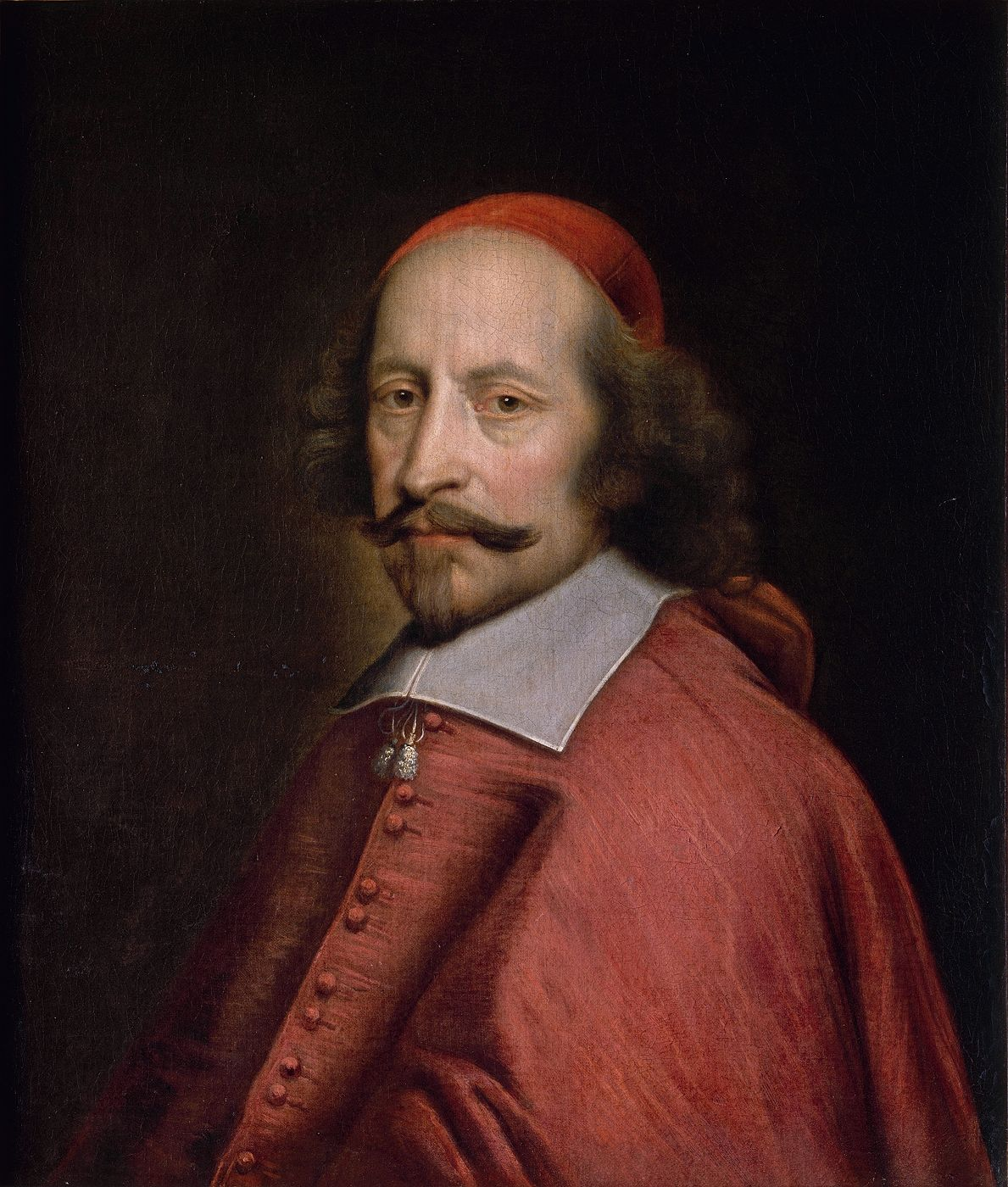
マザラン枢機卿

戦局はフランス軍優勢に傾いたものの、戦費調達のために重税が課せられ、貴族と民衆の不満は高まっていた。1648年、新税を課そうとする摂政政府とこれに反対するパリ高等法院との対立にパリの民衆が結びつき、パリで大規模な暴動が発生した（フロンドの乱）。摂政アンヌは強硬だったが、マザラン枢機卿は高等法院側に一時譲歩した。ヴェストファーレン条約が締結されてコンデ公ルイ2世率いるフランス軍が帰国すると、反撃に転じる。翌1649年、摂政アンヌはルイ14世、マザランとともにパリを脱出してサン＝ジェルマン＝アン＝レーへ移り、マザランとコンデ公は国王軍を率いてパリを包囲した。結局、パリ高等法院が妥協した形で和議が成立して、一旦は反乱は治まった（高等法院のフロンド）。
だが、マザランと戦功のあるコンデ公との対立が起こってしまう。1650年にマザランはコンデ公を逮捕させるが、これに反発する帯剣貴族が高等法院と結びついて反乱を起こした。当初は反乱軍が優勢でマザランはドイツへ亡命し、コンデ公は釈放され、摂政アンヌとルイ14世はパリ脱出を余儀なくされる。その後、反乱軍の内部分裂もあって戦況は国王軍が優勢になり、1652年にマザランは帰国し、一方、パリ市民と対立したコンデ公はパリからの撤退を余儀なくされる。1652年に入ると国王軍がパリに進軍し、コンデ公と戦いこれを破っている。コンデ公は再びパリに入るが、またもパリ市民と対立して退去している。コンデ公はスペインに援助を求めるが、これが反乱軍を動揺させる。この間、摂政アンヌとルイ14世は各地を転々としていたが、同年12月にアンヌとルイ14世がパリに入城して反乱は終結した（貴族のフロンド）。
これより前の1651年に、ルイ14世が成人に達してアンヌの摂政は終わったが、彼女はマザラン枢機卿が死去するまで政治的影響力を保持し続けている。

### 晩年

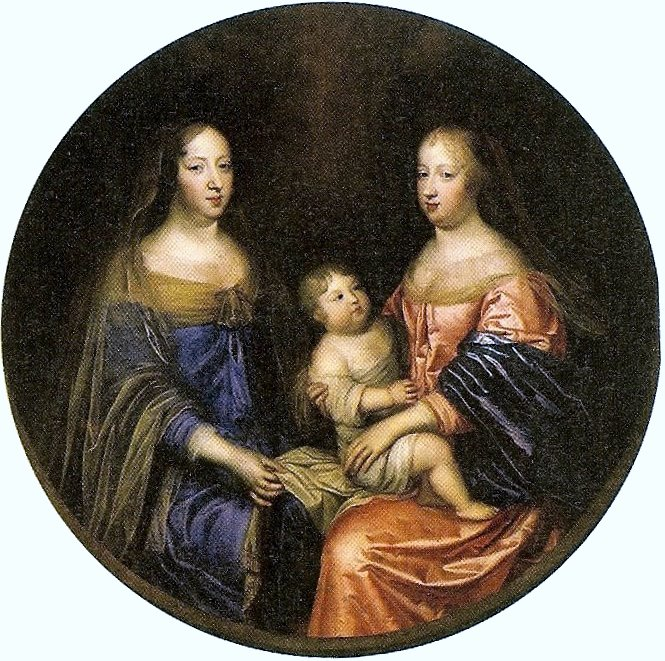
母后アンヌと彼女の姪にあたるルイ14世の王妃マリー・テレーズ・ドートリッシュ。王妃マリーが抱いているのは王太子ルイ

1659年、ピレネー条約が結ばれてスペインとの戦争が終わった。翌年、アンヌの姪のスペイン王女マリア・テレサ（マリー・テレーズ）とルイ14世との婚姻が成立して和平が固められた。
1661年にマザラン枢機卿が死去して、ルイ14世は親政を宣言した。アンヌは国務会議から締め出されて、もっぱらシャンパーニュ・デュ・サン・サクラメントで過ごすようになっていた。この年、彼女の孫の王太子ルイ（グラン・ドーファン）が誕生している。暫くしてから、彼女はシャンパーニュを退き、ヴァル・ド・グラースに移った。1666年1月20日、ここでアンヌは乳癌により死去している。
彼女の女官だったモットビル夫人が王妃の伝記 Mémoires d'Anne d'Autriche を著している。多くの人々が彼女を聡明で可愛らしい女性と見ており、そして彼女は大デュマの小説『三銃士』の主要登場人物となっている。

## 子女
結婚後数年のうちに3度流産した後、長らく子に恵まれなかったが、30代後半に至って2人の男子を産んだ。ルイ15世は2人の息子の曾孫にあたる(即ち、アンヌから見るとルイ15世は玄孫になる)
- 1619年、流産
- 1621年、流産
- 1622年、流産
- ルイ（1638年 - 1715年） － フランス王ルイ14世
- フィリップ（1640年 - 1701年） － オルレアン公フィリップ1世

## ギャラリー

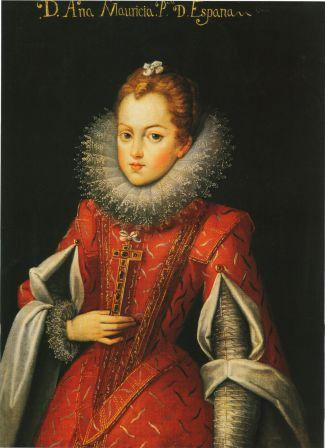
スペイン王女時代のアナ
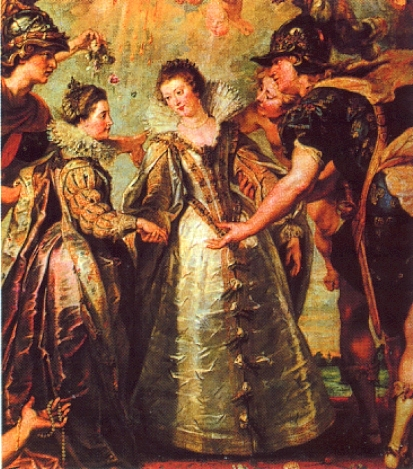
王妃アンヌ。 ピーテル・パウル・ルーベンス画。
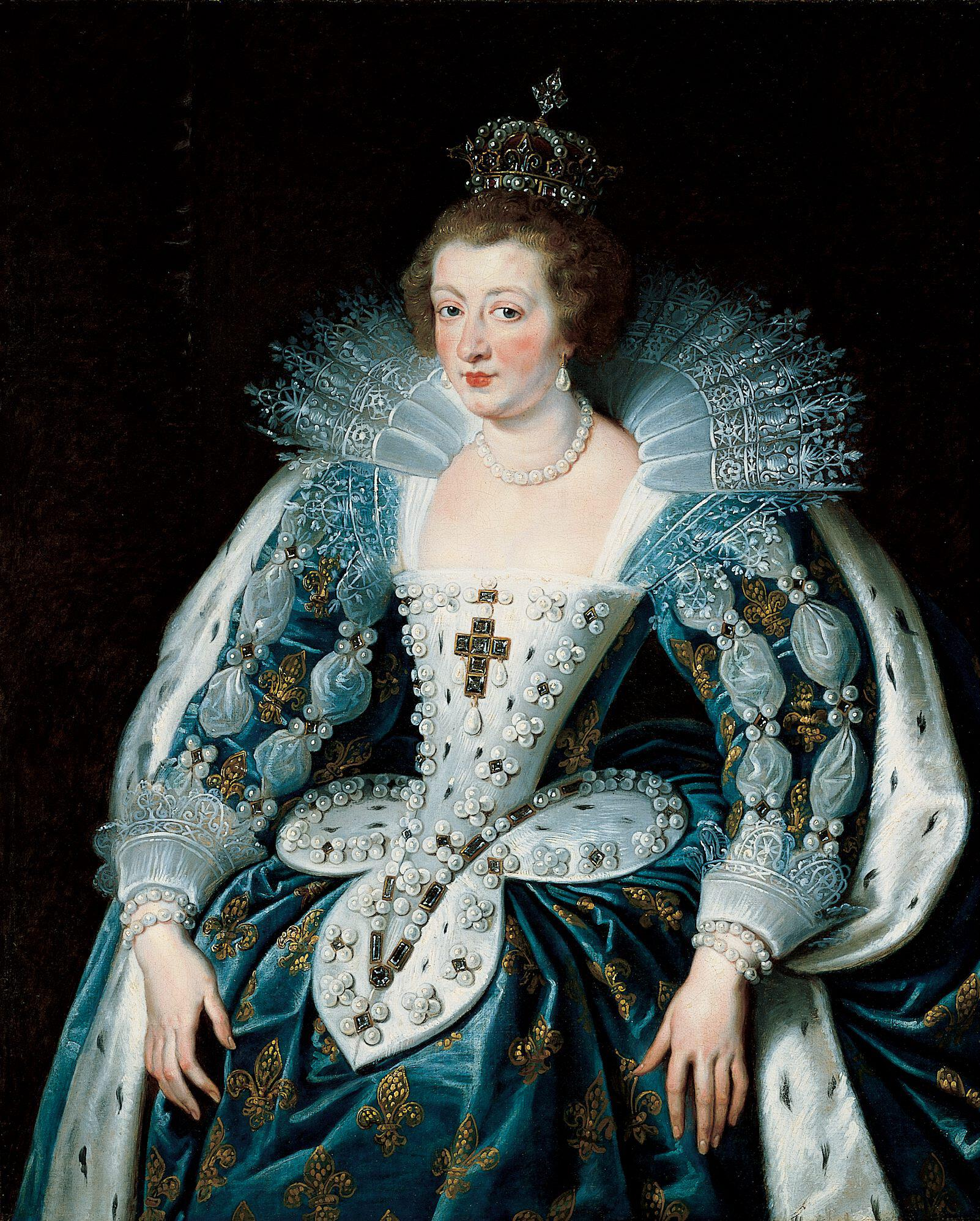
王妃アンヌ。ピーテル・パウル・ルーベンス画。